# Johann Christian Polycarp Erxleben

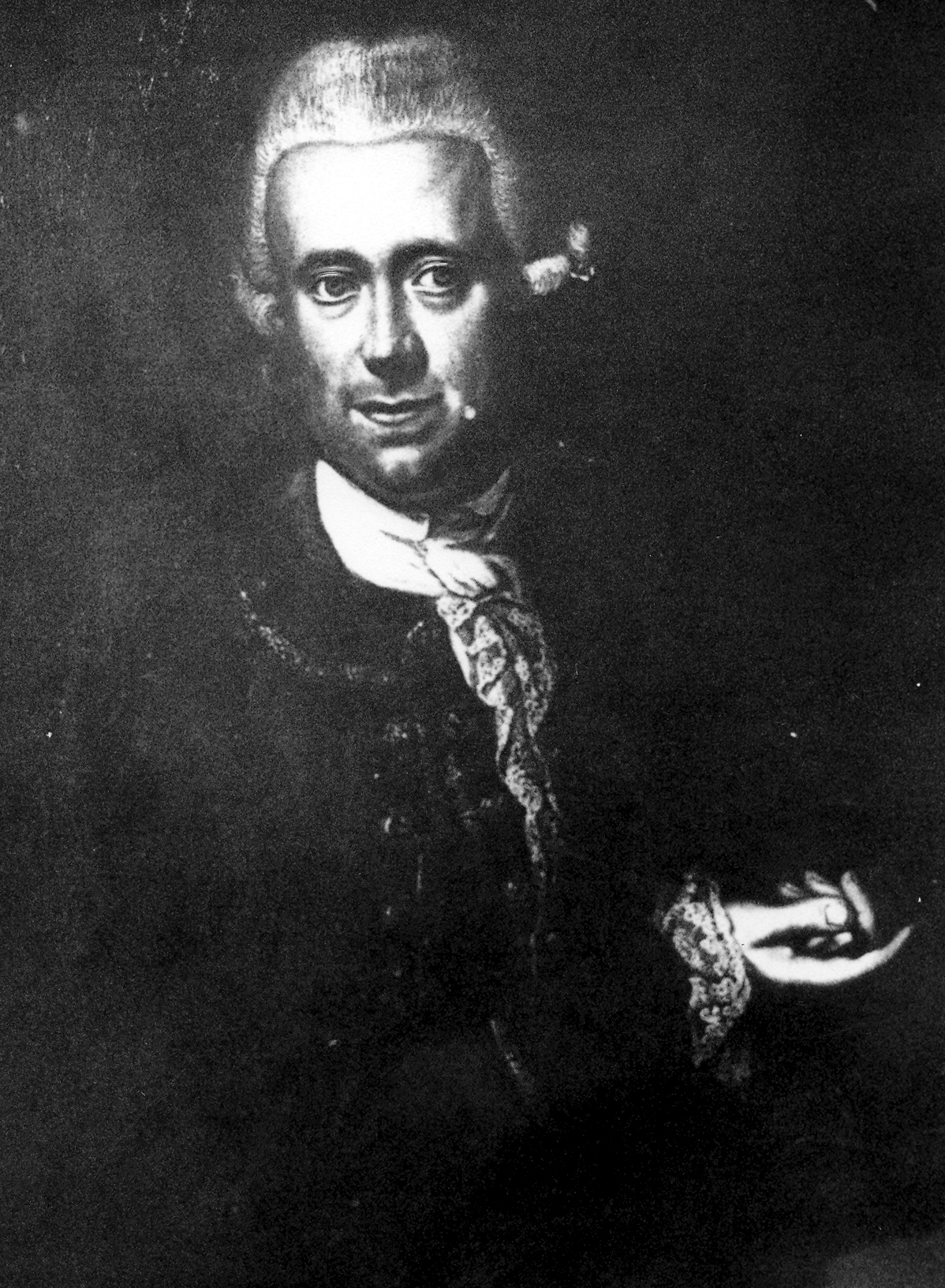
Johann Christian Polycarp Erxleben (1744–1777)

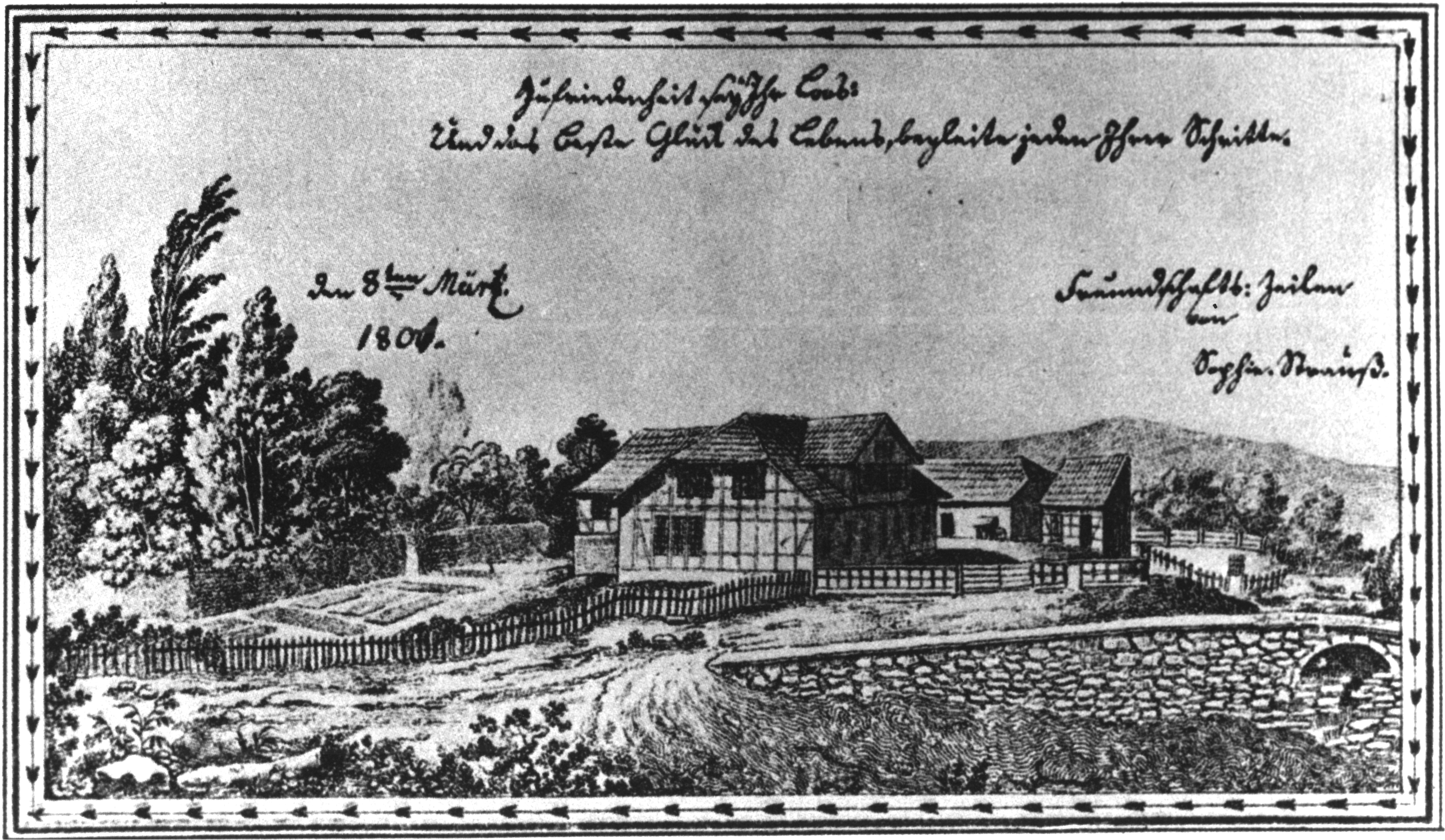
Das Tierärztliche Institut der Georg-August-Universität Göttingen 1771–1775, erste und älteste universitäre veterinärmedizinische Bildungsstätte Deutschlands

Johann Christian Polycarp Erxleben (* 22. Juni 1744 in Quedlinburg; † 18. August 1777 in Göttingen) war ein deutscher Gelehrter.
Zu seinen Fachgebieten zählten die Physik, Mineralogie, Chemie, Tiermedizin und Naturgeschichte.

## Leben
Von 1763 bis 1767 studierte Erxleben an der Georg-August-Universität Medizin. Er war wie Georg Christoph Lichtenberg (1742–1799) ein Schüler Abraham Gotthelf Kästners (1719–1800). Nachdem Erxleben zunächst zum Magister Artium promoviert wurde, habilitierte er sich und erhielt 1775 eine Professur für Physik und Tierheilkunde an der Göttinger Universität.
Zu seinen wissenschaftlichen Arbeiten zählen unter anderen Dijudicationem Systematum Animalium (1767), Anfangsgründe der Naturlehre (1768), Betrachtungen der Ursachen der Unvollständigkeit der Mineralsysteme (1768), Anfangsgründe der Chemie (1775), Einleitung in die Vieharzneykunst (1769), Betrachtung über das Studium der Vieharzneykunst (1769) und Geschichte meiner Beschäftigung mit der Vieharzneykunst (herausgegeben von Zwierlein, 1798).
Erxleben war Gründer des Tierärztlichen Instituts (Tierärztliches Institut der Georg-August-Universität Göttingen), der ersten und ältesten universitären veterinärmedizinischen Bildungsstätte Deutschlands.
Seit 1774 gehörte Erxleben der Sozietät der Wissenschaften zu Göttingen (der heutigen Niedersächsischen Akademie der Wissenschaften zu Göttingen) an, arbeitete als Rezensent der „Göttinger Gelehrten Anzeigen“ und besorgte 1774/75 die Ausgabe der wöchentlich erscheinenden „Gemeinnützigen Abhandlungen“. Vom Göttinger Verleger Johann Christian Dieterich (1722–1800) übernahm er schon bald die Redaktion des 1775 begründeten „Göttinger Taschen-Calenders“, den er noch zu seinen Lebzeiten (1777) an Lichtenberg abgab.
Seine Mutter war die bekannte Dorothea Christiane Erxleben, die als erste Frau in Deutschland zur Ärztin promoviert wurde, sein Vater der evangelische Pfarrer Johann Christian Erxleben (1697–1759). Verheiratet war Erxleben seit 1770 mit Sophie Juliane Stromeyer (1751–1815). Der Marburger Professor der Rechte Johann Heinrich Christian Erxleben war sein Bruder.
Nach Erxlebens Tod setzte Lichtenberg dessen Vorlesungen über Experimentalphysik fort und gab die 3. bis 6. Auflage seiner „Anfangsgründe der Naturlehre“ jeweils erweitert heraus.

## Werke

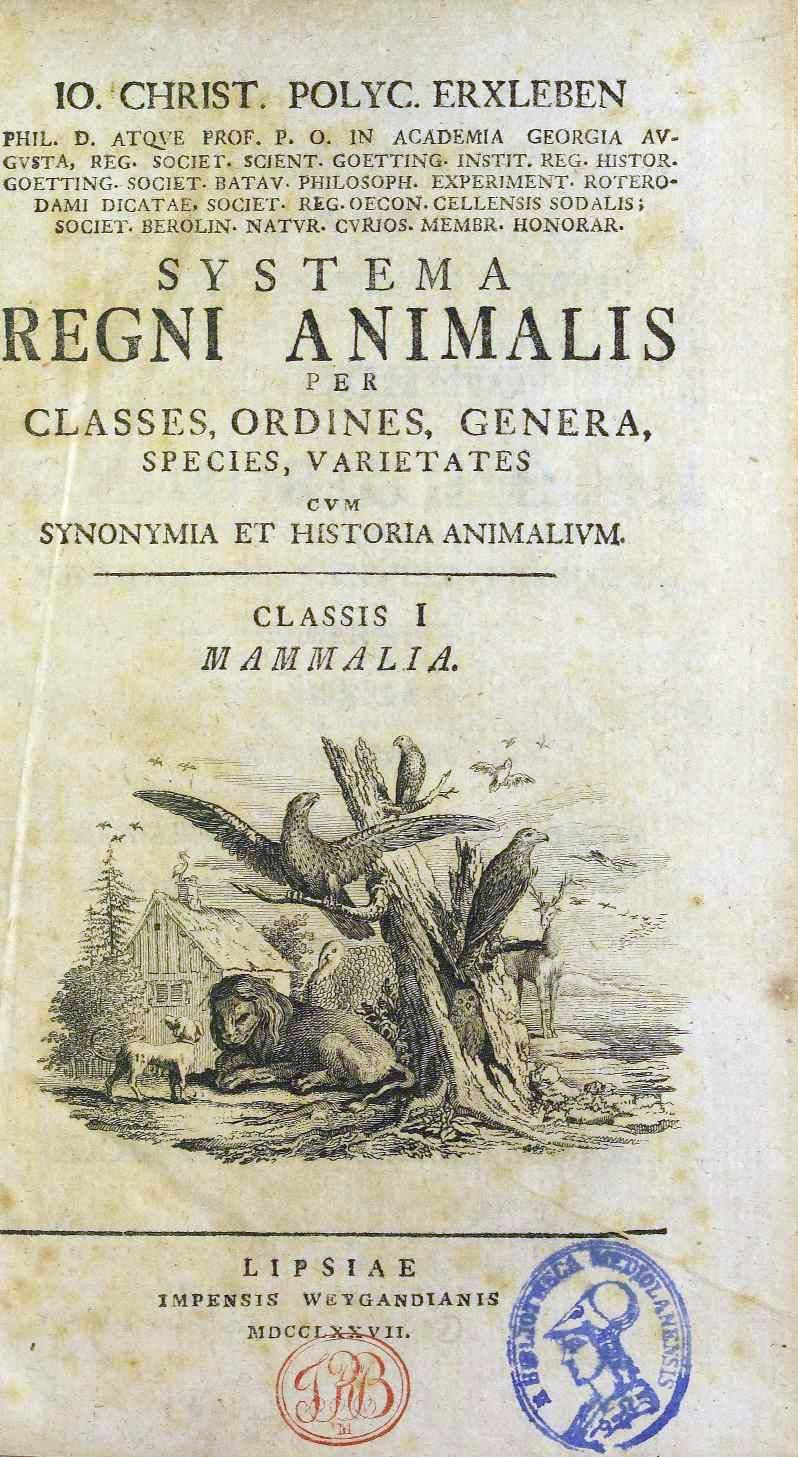
Systema regni animalis, 1777

- Praktischer Unterricht in der Vieharzneykunst. Dieterich, Göttingen und Gotha 1771. (Digitalisat)
- Anfangsgründe der Naturlehre. Johann Christian Dieterich, Göttingen 1772 (beic.it).
- Anfangsgründe der Chemie. Dieterich, Göttingen 1775. (Digitalisierte Ausgabe der Universitäts- und Landesbibliothek Düsseldorf)
- Systema regni animalis. Johann Friedrich Weygand, Leipzig 1777 (Latein, beic.it).
- Anfangsgründe der Naturlehre. Sechste verbesserte und vermehrte Ausgabe. Dieterich, Göttingen 1794. Digitalisierte Ausgabe des Göttinger Digitalisierungszentrums, Digitalisat